# Tobias Linse
Tobias Linse (* 30. August 1979 in Nördlingen) ist ein ehemaliger deutscher Fußballtorhüter und derzeitiger -trainer.
Nachdem er zuvor bei SV Türk Gücü München, dem FC Augsburg und SC Schwarz-Weiß Bregenz spielte, schloss er sich 2002 dem VfR Aalen an. In der Saison 2008/09 spielte Linse für den VfR in der 3. Liga. Nach dem Abstieg in die Regionalliga gab Linse bekannt, dass er den Verein aus finanziellen Gründen verlassen werde. Er schloss sich daraufhin dem Ligakonkurrenten SSV Reutlingen 05 an. Nach dessen Insolvenz zog er weiter zur SpVgg Weiden, die aber 2011 ebenfalls Insolvenz anmeldete.
Zur Saison 2011/12 wurde er Torwarttrainer beim Regionalligisten Stuttgarter Kickers, war aber gleichzeitig auch noch als Spieler aktiv und wurde als dritter Torhüter eingesetzt. Dies änderte sich zur Saison 2012/2013 in der 3. Liga, in der er vom aktiven Spielbetrieb zurücktrat und ausschließlich als Torwarttrainer fungiert. 2015 endete schließlich sein Amt als Torwarttrainer in Stuttgart.